# Aleksander Thiess
Aleksander Thiess (także: This, ur. 1804, Warszawa – zm. 1846 tamże) – prawnik.
Aleksander był jednym z pięciorga dzieci warszawskiego papiernika Jana Thiessa (1768–1830), wolnomularza, i Sabiny Stamm, kalwinistów. Rodzina Thiessów od paru pokoleń zajmowała się produkcją wysokowartościowego papieru stemplowego i posiadała papiernię Jeziorna w obecnym Konstancinie. Produkowano tam m.in. papier opatrzony znakami wodnymi z Orłem polskim i Pogonią litewską. Na tym papierze drukowano w czasie insurekcji kościuszkowskiej pierwsze polskie asygnaty. Dostarczano także osobisty papier listowy na Zamek dla króla Stanisława Augusta, ze znakiem wodnym Orła polskiego z herbem Ciołek na piersi.
O samym Aleksandrze wiadomo tylko tyle, że uczęszczał do Liceum Warszawskiego, po czym studiował prawo na Królewskim Uniwersytecie Warszawskim. Po ukończeniu studiów działał do końca życia jako prawnik w stolicy. Był jednym z założycieli czasopisma prawniczego Temida Polska.
Członkowie rodziny Thiessów zostali pochowani na cmentarzu ewangelicko-reformowanym w Warszawie. Miejsca pochówku nie da się dziś ustalić.